# 幾何学的トポロジー

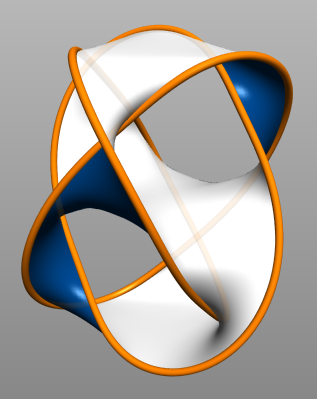
ボロミアン環(Borromean rings)に境界とするザイフェルト曲面。結び目のザイフェルト曲面は、幾何学的トポロジーの有力なツールである。

数学において、幾何学的トポロジー（きかがくてきトポロジー、geometric topology）は、多様体とそれらの間の写像、特に多様体から多様体への埋め込み(embedding)の研究をする。

## 歴史
代数的トポロジーとは異なる分野としての幾何学的トポロジーは、1935年のライデマイスタートーション(Reidemeister torsion)によるレンズ空間の分類に原点をもっていると言ってよい。そこでは、ホモトピー同値だが同相ではない空間の識別が要求された。これが単純ホモトピー論(simple homotopy theory) の原点であった。

## 低次元トポロジーと高次元トポロジーの差異
多様体は、低次元と高次元の振る舞いは極端に異なっている。
高次元トポロジーは、5 あるいは、それ以上の次元の多様体を指すか、または、相対的な場合には、余次元が 3 あるいは、それ以上の次元の埋め込みを指す。一方、低次元トポロジーは、4 以下の次元の問題に関係しているか、あるいは、余次元 2 以下での埋め込みに関係している。
次元が 4 は特別で、ある見方（トポロジックな）では次元 4 は高次元であることに対し、他の見方（微分同相として）では次元 4 は低次元である。この重なりによって、次元 4 では、たとえば、R4 上のエキゾチックな微分構造(exotic differentiable structures on R4)のような、例外的な現象が生み出される。このように、4次元多様体のトポロジー的な分類は原理上は簡単であり、重要な問題は、位相多様体は微分可能構造を持つか？と、もし微分可能構造を持つならばどのくらい持つのか？、である。次元が 4 の滑らかな場合は、重要な問題として一般ポアンカレ予想(generalized Poincaré conjecture)が未だ解決されていないことが挙げられる。グルックのツイスト(Gluck twist)を参照。
この差異の理由は、次元 5 とそれ以上の次元では手術理論が働くので（実際、手術理論は次元 4 ではトポロジカルには働くが、その証明は非常に複雑である)、従って、5次元、あるいはそれ以上の次元での多様体の振る舞いは、手術理論により代数的に制御される。4次元とそれ以下の次元（位相的には 3次元とそれ以下の次元）では、手術理論は働かず、別の現象が発生する。実際、低次元多様体を議論するひとつのアプローチは、「手術理論が正しいと予想できるものが、働くであろうか？」と問い、そして、それからの差として低次元の現象を理解することである。

ホイットニーのトリック(Whitney trick)は、2 + 1 次元であることを要求するので、手術理論は 5次元を要求する。

次元 5 の場合との差異の詳しい理由は、手術理論の基礎となっている重要な技術的トリックであるホイットニーの埋め込み定理(Whitney embedding theorem)が、2 + 1 次元を要求するからである。大まかにいうと、このトリックによって、結び目のある球面を"結び目なし"にすることができる。より正確には、はめ込みの自己交叉を削除できる。このことは円板のホモトピーを通して行われる。円板は次元が 2 であり、ホモトピーはもう 1 次元必要で、従って余次元が 2 より大きければ、自己交叉なしで手術を行うことが可能である。従って、余次元が 2 より大きい場合の埋め込みは、手術理論で考えることが可能である。手術理論では、重要な段階が中間次元にあるので、中間次元の余次元が 2 より大きい場合（概略では 2½ で十分で、全体の次元は 5 で十分である)、ホイットニーのトリックが働く。この重要な結果が、スメール(Smale)のh-コボルディズム定理(h-cobordism theorem)であり、次元 5 とそれ以上で働き、手術理論の基礎をなす。
ホイットニーのトリックの変形は、4 次元でも可能で、キャッソンハンドル(Casson handle)と呼ばれる。十分な次元が存在しないため、ホイットニーの円板は新しい捩れ(kink)を発生させ、それを他のホイットニーの円板により解消させることができる。このことから円板の列（「塔」）が発生する。この塔の極限は、トポロジカルではあるが、微分可能ではない写像を得るので、4次元で手術はトポロジカルに機能するが、微分可能ではない。

## 幾何学的トポロジーの重要なツール

### 基本群
すべての次元で、多様体の基本群は、非常に重要な不変量であり、構造の多くを決定する。次元 1, 2, 3 では、可能な基本群は限定され、一方、4 以上の次元では、すべての有限表示群は、多様体の基本群である（4次元と5次元多様体に対し、このことを示し、高次元の場合は球面との積を取ることで十分であることに注意する）。

### 向き付け可能性
多様体は、向きを選ぶことができるならば、向きつけ可能で、連結な向き付け可能多様体は、2つの異なる向き付けが可能である。この設定では、互いに同値な様々な向きつけ可能性の定式化を与えることができ、要求された応用や一般性のレベルに依存する。一般位相多様体への応用の定式化は、ホモロジー論の方法に頼ることが多く、一方、微分可能多様体(differentiable manifold)への応用の定式化は、さらに構成が存在するため、微分形式のことばでの定式化する。空間の向き付けの考えかたの重要な一般化は、他の空間（ファイバーバンドル）によりパラメーター化された空間のぞくの向き付けへの一般化で、そのためには向き付けは、パラメータの値の変化に関して連続的に変化する空間の中で選択されねばならない。

### ハンドル分解

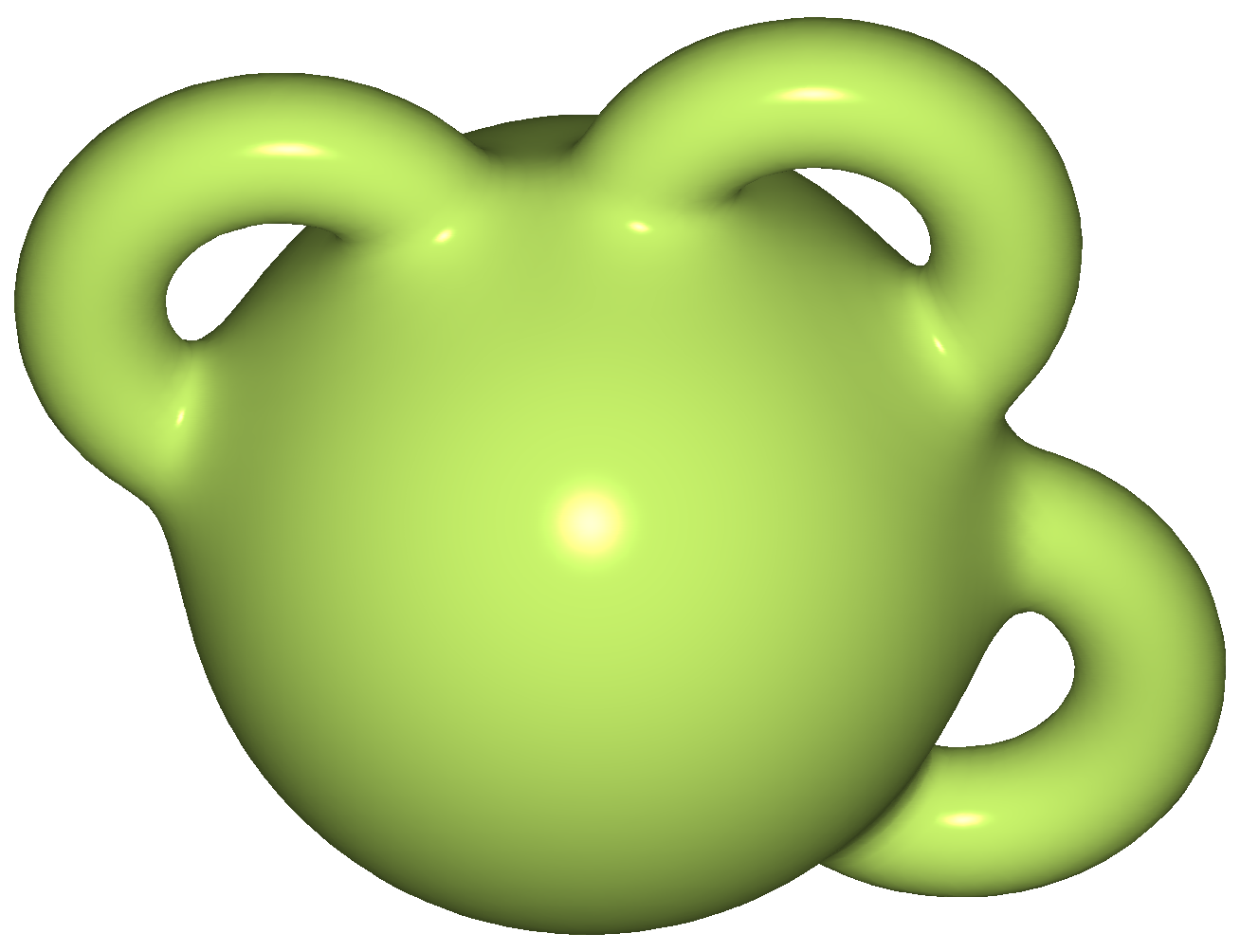
1-バンドルを 3つつけた 3-球

m次元多様体 M のハンドル分解は、合併
{\displaystyle \emptyset =M_{-1}\subset M_{0}\subset M_{1}\subset M_{2}\subset \dots \subset M_{m-1}\subset M_{m}=M}
である。ここに各々の {\displaystyle M_{i}} は、{\displaystyle M_{i-1}} より {\displaystyle i}-ハンドル(handles)を付けることによりえられる。ハンドル分解は、CW分割(CW-decomposition)が位相空間に対し適用されるように、多様体にたいして適用される。多くの観点より、ハンドル分解は、CW複体の類似をもっているが、滑らかな多様体(smooth manifold)の世界への適用される。このように、i-ハンドルは i-セルの滑らかな類似である。多様体のハンドル分解は、自然にモース理論を通して出てくる。ハンドル構造の変形は、サーフ理論(Cerf theory)と密接に関連する。

### 局所平坦性
局所平坦性(local flatness)は、大きな次元の位相多様体(topological manifold)の部分多様体の性質である。位相多様体の圏では、局所平坦多様体は滑らかな多様体(smooth manifolds)の圏の部分多様体と同じ役目を果たす。
d 次元多様体 N が n 次元多様体 M の中へ埋め込まれているとする（ d < n ）。{\displaystyle x\in N,} に対し、x の近傍 {\displaystyle U\subset M} が存在し、位相的ペア(topological pair) {\displaystyle (U,U\cap N)} が、{\displaystyle \mathbb {R} ^{n}} の部分空間として {\displaystyle \mathbb {R} ^{d}} の標準的埋め込みとなり、ペア {\displaystyle (\mathbb {R} ^{n},\mathbb {R} ^{d})} と同相であるとき、N を x で局所平坦(locally flat)であるという。すなわち、同相 {\displaystyle U\to R^{n}} が存在し、{\displaystyle U\cap N} の像と一致するときである。

### シェーンフリースの定理
一般化シェーンフリースの定理は、(n − 1)-次元球面 S が n-次元球面 Sn へ局所平坦な方法で埋め込まれている（つまり、埋め込みが厚い球面の埋め込みへ拡張される）とすると、ペア (Sn, S) はペア (Sn, Sn−1) と同相であるという定理である。ここに Sn−1 は n-球面の 1/4 である。ブラウン(Brown)とメイザー(Mazur)は、独立にこの定理を証明することでヴェブレン賞を受賞した。

## 幾何学的トポロジーの分野

### 低次元トポロジー
低次元トポロジーは、
- 曲面 (2-次元多様体)
- 3次元多様体（英語版）(3-manifold)
- 4次元多様体

の分野に分かれ、ある条件下でそれぞれの理論がある。
低次元トポロジーは非常に幾何学的である。それは2次元における一意化定理(すべての曲面は定曲率の計量を持つ。幾何学的には、曲面は3つの可能な幾何学モデル(正曲率／球状、零曲率／平坦、負曲率／双曲)のうちのひとつを持つ)と、3次元の場合の幾何化予想(すべての 3次元多様体は、それぞれ、8つの可能な幾何学モデルのうちのひとつを持つピースとなるよう分解することができる)に反映されている。
2次元トポロジーは、すべての計量の共形類は一意に複素計量に同値であるという一意化定理により、一変数の複素幾何学として研究することができる（リーマン面は複素曲線である）。また、4次元トポロジーは、すべての 4次元多様体が複素構造を持つわけではないが、2変数（複素曲面）の複素幾何学の観点から研究することができる。

### 結び目理論
結び目理論は、結び目を研究する。靴やロープの結び紐で日常生活の現れる結び目に動機を持っていることと異なり、数学射の結び目は結び目を識別するという目的をもっている。数学の用語を使うと、結び目は円の 3次元ユークリッド空間 R3 への埋め込み(embedding)である（トポロジーを使い、円は古典的な幾何学概念の境界にあるわけではないが、同相という考え方のすべをもっている）。R3 の変形により一方の結び目から他方へ変換することができれば、2つの結び目は同値である（アンビエントアイソトピー(ambient isotopy)として知られている）。これらの変換は、結び目をなす弦をそれ自身と交叉させたり、切断したりすることをせず運動することに対応している。
さらに詳しくは、数学者はこの結び目の考え方をいくつかの方法で一般化していて、結び目は3次元空間(three-dimensional spaces)と考えることができ、円以外の対象も考えることができる。結び目理論を参照。高次元結び目は m 次元ユークリッド空間の中の n-次元球面と考えられる。

### 高次元幾何学トポロジー
高次元トポロジーでは、特性類が基本的な不変量であり、手術理論（英語: surgery theory）がキーとなる理論である。
特性類は、位相空間 X 上の各々の主バンドルと X のコホモロジー類を結びつける方法である。コホモロジー類は、バンドルがツイストしてバンドルへの拡張、特に、切断を持つかどうかを測る。言い換えると特性類は、大域的不変量(invariant)であり、大域的な積構造から局所的な積構造を導けるかどうかを測る。特性類は、代数トポロジーや微分幾何学や代数幾何学では統一された幾何学的概念のひとつとなっている。
手術理論（英語: Surgery theory）は、Milnor (1961)により導入された多様体から別の多様体を作り出す、「制御された」テクニックの集まりである。手術は多様体の一部を切り出し、他の多様体の一部を置き換え、切り出した境界部分に沿って貼り合わせることでなされる。この方法は密接にハンドル分解(handle decomposition)と密接な関係を持ち(同一ではない）、次元が 3 以上の多様体の分類と研究で主要なツールである。
さらにテクニカルには、この考え方は、よく理解されている多様体 M から出発し、手術を実行することで、多様体 M が求められる性質を持つ多様体として作り変えることに使用される。この方法では、ホモロジーやホモトピー群や他の興味深い不変量が知られている。
 Kervaire and  Milnor (1963) によるエキゾチック球面(exotic sphere)の分類は、高次元トポロジーの主要なツールとしての手術理論の出現を導いた。

## 参照項目
- en:Category:Maps of manifolds
- 幾何学的トポロジーのトピック一覧(List of geometric topology topics)